# Giorgio Monicelli
Giorgio Monicelli (Tradate, 21 maggio 1910 – Milano, 2 novembre 1968) è stato un traduttore, curatore editoriale e partigiano italiano, fratellastro maggiore del regista cinematografico Mario.
Fondatore di Urania nel 1952 e ideatore della parola "fantascienza" (parola d'autore creata con un calco linguistico dell'inglese science fiction), è considerato colui che ha introdotto il genere in Italia. Ha utilizzato anche gli pseudonimi di Tom Arno e Patrizio Dalloro.

## Biografia
Figlio naturale di Tomaso Monicelli e dall'attrice Elisa Severi, apprese da autodidatta la lingua inglese e francese. La zia Andreina Monicelli fu la moglie dell'editore Arnoldo Mondadori e il cugino era Alberto Mondadori. Avendo affinità con la famiglia Mondadori, si trovò presto nel mondo dell'editoria. Iniziò la sua carriera nel mondo dei libri a 18 anni, traducendo dal francese e dall'inglese. Tradusse dal francese Estaunié, Dorgelès, Maupassant, Zola e Simenon. Nel 1935 venne assunto dalla edizioni Walt Disney-Mondadori, traducendo albi a fumetti. Fu nominato direttore del settimanale illustrato “Il Cerchio verde”, come successore di Gino Marchiori (gennaio 1936).
Nel 1937 sposò Italia Buzzi da cui ebbe tre figlie. Ebbe un'altra figlia da un matrimonio precedente.
Durante la guerra l'attività editoriale di Monicelli fu discontinua, Monicelli si unì alla Brigata partigiana Garibaldi, subì l'arresto e la prigionia a S. Vittore. L'aver preso parte alla Resistenza lo portò a ricoprire, per un brevissimo periodo al termine della guerra, dietro incarico del CLN, l'ufficio di questore di Varese. Dal 1946 riprese l'attività di traduzione con maggiore regolarità.
Fondò e diresse, nel 1949, la collana di narrativa contemporanea della Mondadori Medusa, quindi, nel 1952, la rivista Urania (1952-1953) e la collana I romanzi di Urania (che alcuni anni dopo abbreviò il suo nome in Urania), illustrata all'epoca da disegnatori come Kurt Caesar e Carlo Jacono. Fu proprio Monicelli, sulle pagine di Urania, a coniare il neologismo "fantascienza", calco dell'inglese science fiction.
Nel 1951 si separò dalla moglie e da allora visse con la sua ultima compagna, Maria Teresa Maglione detta "Mutty", anche lei traduttrice alla Mondadori, meglio nota come scrittrice con lo pseudonimo di Lina Gerelli, che era stata in precedenza compagna di Giorgio Scerbanenco, il migliore amico di Monicelli.
Nel 1956-57 fu contemporaneamente il curatore, sotto lo pseudonimo di Tom Arno, della collana concorrente di breve vita Galassia dell'Editrice Galassia di Udine (fondata dall'amico Luigi Rapuzzi), dove figura anche come redattore con lo pseudonimo di Patrizio Dalloro. Per l'editore Ponzoni di Milano realizzò quindi la collana I Romanzi del Cosmo (giugno 1958), che curò come Tom Arno per 10 numeri. Dal 1952 al 1959 curò la parte narrativa per la rivista Visto, pubblicando (e traducendo) centinaia di racconti, nella massima parte fantascientifici, spesso in forma condensata.
Nel 1961 abbandonò la direzione della collana Urania per seri problemi di salute, ma anche per gravi divergenze con i dirigenti della Mondadori. Monicelli continuò brevemente a prestare la sua opera di traduttore; per alcuni numeri, la curatela della rivista venne assunta da Andreina Negretti (in redazione dal 1958), fino all'avvento di Carlo Fruttero.
Oltre a fantascienza e gialli, Monicelli si occupò anche di traduzioni di testi della narrativa inglese, come George Orwell e Malcolm Lowry, e di quella americana, come Ernest Hemingway, Nelson Algren e Ray Bradbury (Fahrenheit 451 e Cronache marziane).
Morì nell'autunno del 1968 per una cirrosi epatica.